# Lončarovci
Lončarovci (mađarski: Gerőháza) je naselje u slovenskoj Općini Moravskim Toplicama. Lončarovci se nalazi u pokrajini Prekomurju i statističkoj regiji Pomurju. U Lončarovcima je bio rođen slovenski dekan i pisac Števan Baler.

## Stanovništvo
Prema popisu stanovništva iz 2002. godine naselje je imalo 63 stanovnika.